# Останній бій підпілля ОУН
Останній бій підпілля ОУНР (14 квітня 1960 року) — останній бій вояків Української повстанської армії (УПА). Відбувся він проти оперативної групи Тернопільського управління КДБ.

## Розвиток подій
Боївка УПА складався з трьох підпільників: Петра Пасічного — члена Подільського окружного проводу ОУН, досвідченого командира і радиста; його дружини Марії Пальчак, котрі займалися партизанською діяльністю ще з часів заснування УПА; 22-річного Олега Цетнарського.
11 жовтня 1959 року відбулася остання акція цієї боївки УПА — ліквідація оперуповноваженого бережанського відділу КДБ лейтенанта Стороженка Віктора. Вважалося, що це був останній ліквідований українськими повстанцями співробітник радянської влади. 
14 квітня 1960 року оперативній групі Тернопільського УКДБ вдалося знайти район розташування повстанської боївки — у Божиківському лісі на межі Підгаєцького й Бережанського районів, що за кілька кілометрів від хутора Лози. Туди прибули 45 автомашин та понад півтисячі солдатів. Коли повстанці, вийшовши з криївки, ішли у напрямку хутора Лози, вони потрапили у засідку КДБ. Щоб не потрапити живими в руки ворогів, Петро Пасічний та Олег Цетнарський застрелилися, а Марію Пальчак поранили в руки. Вона двічі стрілялася, щоби не потрапити в полон, а потім пустила собі кулю в скроню, але куля застрягла в черепі й жінка залишилася живою. Згодом Марію схопили й повезли до Тернопільської тюрми, щоби засудити показовим судом до 15-річного ув'язнення через те, що під час бою вона важко поранила одного із ворогів. 
Після повного відбуття присуду (п'ять років тюремного ув'язнення та 10 років мордовських концтаборів Росії) Марія Пальчак повернулася до села Шумляни, де мешкала в рідної сестри. Померла вже за часів незалежності України. Жертвами репресій стали й родичі пані Марії. 
А вагітна дружина Олега Цетнарського Ольга, яка знала про перебування чоловіка в лісі, через погрози кадебістів на допитах забрати сина змушена була сказати, що чоловік її покинув, а згодом змінила прізвище.
2007 року на місці історичного бою було встановлено й освячено дубовий хрест.
2017 року вийшла друком книга «Віра і воля», співавторів Леоніда Бицюри, Володимира Стаюри та Віктора Уніята.